# Alice von Hahn
Alice von Hahn, geborene Wiebmer (* 18. Mai 1862 in Kempen, Provinz Posen, Königreich Preußen; † 25. August 1933 in Berlin-Schöneberg) war eine deutsche Schriftstellerin.

## Leben
Der Vater war ein Beamter in der Provinz Posen. Alice besuchte die Schule des Ursulinenklosters in Liebenthal in Schlesien.
1882 heiratete sie den Premierleutnant Hans von Hahn. Sie lebten in Schönhausen an der Elbe, seit 1884 in Schönebeck und seit 1892 in Rathenow. Seit 1898 war Alice von Hahn Vorstandsmitglied der neuen Freien Vereinigung deutscher Schriftstellerinnen in Berlin. Um 1905 starb ihr Mann und sie zog nach Schöneberg bei Berlin.

## Werke
Alice von Hahn veröffentlichte Erzählungen, vor allem in Zeitschriften des Christlichen Zeitschriftenvereins, sowie zwei Romane. Ihre Werke gelten als volkstümlich und christlich fromm geschrieben.
Bücher
- Herrgottswege, 1896, Roman, 1896, Neuauflage 1906
- Die Sternwirtin, Erzählung, 1898
- Russisch Blut, Erzählung, 1901
- Die Brüder und andere Erzählungen, 1901
- Das große Erleben, Roman, 1926